# Maják (rozhledna)
Maják je rozhledna na kótě Přítlucká hora (293 m n. m.), náležející Milovické pahorkatině, severně obce Přítluky v okrese Břeclav. 

## Historie rozhledny
Rozhledna je společným projektem obcí Přítluky, Rakvice a Zaječí od roku 2007. Na podzim roku 2010 byl upraven přístup a po získání dotace z Evropské unie byla podle projektu Ing. Antonína Olšiny realizována od března do května 2012 výstavba rozhledny za 3,3 mil. Kč. Celková výška je 27,6 metru, vyhlídková plošina je ve výšce 21 m, vede na ni 105 schodů. Oficiální zpřístupnění proběhlo 5. července 2012.

## Přístup
K rozhledně vede žlutá turistická značka z Přítluk a zelená ze Zaječí, popřípadě z Rakvic, kde je také nejbližší železniční stanice, cykloturisté využijí stezky 5066. Motoristé mohou využít odbočky za Přítluky vpravo od silnice do Zaječí na panelovou cestu, k dispozici je parkoviště. Rozhledna je z technických důvodů dočasně uzavřena, včetně části žluté a zelené turistické trasy kolem rozhledny.

## Výhled
Na vodní dílo Nové Mlýny, Pálavu, Lednicko-valtický areál, Bílé Karpaty, za dobrého počasí do Rakouska na Alpy.